# SN 2010ih
SN 2010ih – supernowa typu Ia odkryta 29 września 2010 roku w galaktyce NGC 2325. W momencie odkrycia miała maksymalną jasność 13,30m.